# Scolastica (nome)
Scolastica  è un nome proprio di persona italiano femminile.

## Varianti
- Maschili: Scolastico[1]

### Varianti in altre lingue
- Basco: Eskolastike[4]
  - Maschili: Eskolastika[4]
- Catalano: Escolàstica[4]
  - Maschili: Escolàstic[4]
- Francese: Scolastique[5]
- Inglese: Scholastica
- Latino: Scholastica[1][5]
  - Maschili: Scholasticus[1][4]
- Polacco: Scholastyka
- Spagnolo: Escolástica[4]
  - Maschili: Escolástico[4]
- Tedesco: Scholastika
- Ungherese: Skolasztika

## Origine e diffusione
Riprende il nome tardo latino Scholastica, al maschile Scholasticus, basato sull'appellativo onorifico scholasticus (dal greco antico σχολαστικός, scholastikós, da σχολή, schole, "scuola"), "oratore", "retore"; "insegnante", dato in origine a docenti ed a persone molto erudite. Alcune fonti lo interpretano invece come "che segue la regola della scuola", "scolare".
La diffusione in Italia del nome, comunque scarsa, è dovuta pressoché unicamente al culto verso santa Scolastica, sorella di san Benedetto da Norcia; è attestato quasi solo nella forma femminile, e maggiormente accentrato nel Lazio.

## Onomastico

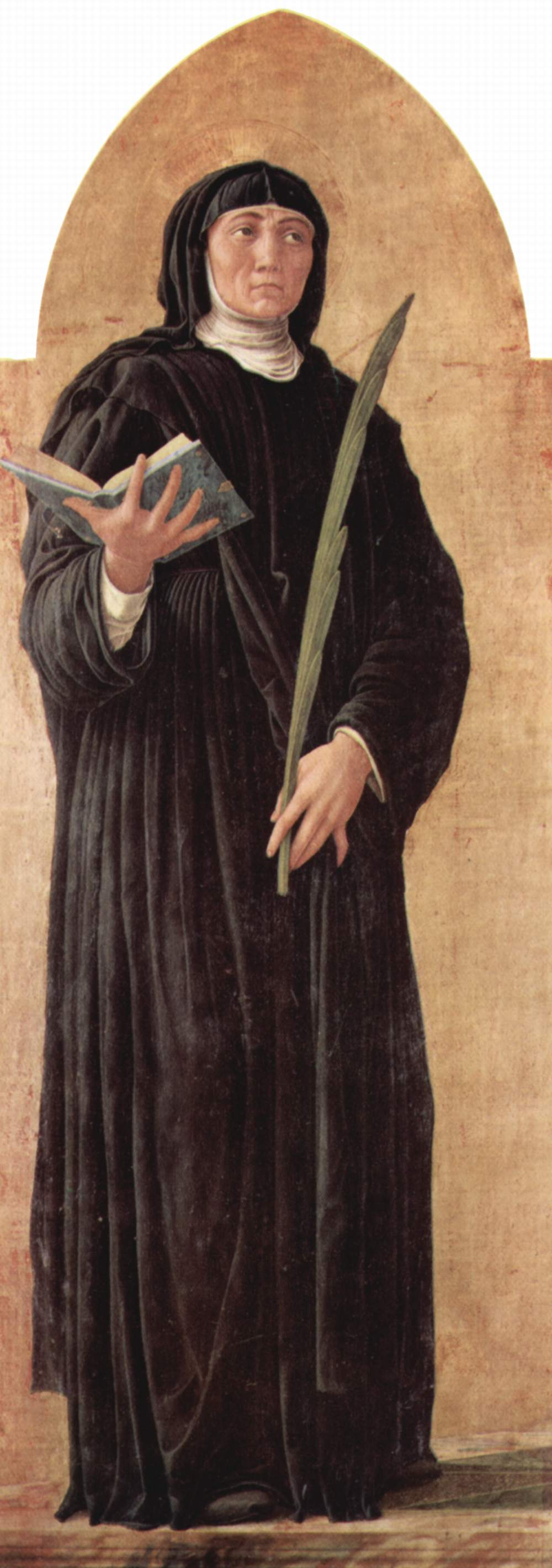
Santa Scolastica dipinta da Andrea Mantegna

L'onomastico viene festeggiato il 10 febbraio in memoria di santa Scolastica, sorella di san Benedetto da Norcia, religiosa presso Montecassino. Con lo stesso nome si ricordano anche una santa di Alvernia, ricordata con il marito o fratello sant'Ingiurioso, il 25 maggio, e la beata Francesca Scolastica Girlani, sorella della beata Arcangela Girlani, religiosa carmelitana a Trino, commemorata il 26 gennaio.

## Persone
- Scolastica da Norcia, religiosa e santa italiana
- Scolastica Oliveri, religiosa italiana

### Variante maschile Scolastico
- Scolastico, esarca di Ravenna